# Lepilemur seali
Lepilemur seali is een zoogdier uit de familie van de wezelmaki's (Lepilemuridae). De wetenschappelijke naam van de soort werd voor het eerst geldig gepubliceerd door Louis et al. in 2006.

## Kenmerken
L. seali is een grote, bruine wezelmaki. Het gewicht bedraagt 0,95 kg. De rug is chocolade- tot roodbruin, de buik wat lichter (grijsbruin). Ook het gezicht, de handen en voeten en de staart zijn grijsbruin.

## Verspreiding
Deze soort komt voor in het Anjanaharibe-Sudreservaat (ten noorden van de rivier Antainambalana) op Madagaskar.

## Naamgeving
De soort is genoemd naar Dr. Ulysses Seal, een belangrijke voorstander van soortbescherming. De verspreiding van deze soort ligt het dichtst bij die van L. wrighti, maar hij is nauwer verwant aan de gewone wezelmaki (L. mustelinus).
Lepilemur aeeclis · Lepilemur ahmansoni · Lepilemur ankaranensis · Lepilemur betsileo · Grijsrugwezelmaki (Lepilemur dorsalis) · Milne-Edwards wezelmaki (Lepilemur edwardsi) · Lepilemur fleuretae · Lepilemur grewcocki · Lepilemur hollandorum · Lepilemur hubbardi · Lepilemur jamesi · Witvoetwezelmaki (Lepilemur leucopus) · Kleintandwezelmaki (Lepilemur microdon) · Lepilemur milanoii · Grote wezelmaki (Lepilemur mustelinus) · Lepilemur otto · Lepilemur petteri · Lepilemur randrianasoloi · Roodstaartwezelmaki (Lepilemur ruficaudatus) · Lepilemur sahamalaza · Lepilemur scottorum · Lepilemur seali · Noordelijke wezelmaki (Lepilemur septentrionalis) · Lepilemur tymerlachsoni · Lepilemur wrighti